# Вьюхин, Александр Евгеньевич
Александр Евгеньевич Вью́хин (9 января 1973, Свердловск — 7 сентября 2011, Туношна, Ярославская область) — российский хоккейный вратарь.

## Карьера
Воспитанник свердловской СДЮСШОР «Юность», первый тренер — Валерий Голоухов. После победы в последнем Чемпионате СССР среди юношей (Тольятти, 1990 г.) А. Вьюхина заметили и пригласили к себе селекционеры харьковского «Динамо» (высшая лига). После развала Союза на основании действующего трудового договора получил украинское гражданство. Выступал в Межнациональной хоккейной лиге за «Сокол» Киев (1992—1994).

### Сборная Украины
В составе национальной сборной Украины — участник чемпионатов мира 1993 (группа C), 1994 (группа С1) и 1999 г. в Норвегии (3 игры, 8 пропущенных шайб). В конце 1990-х годов Вьюхин получил российское гражданство.

### «Авангард»
Почти 10 лет Александр Вьюхин провёл в омском «Авангарде». В клубе Александр сыграл в 346 матчах (пропустил 626 шайб) и занимает 40-е место в списке старожилов «Авангарда». Александр — рекордсмен клуба по количеству игр на «ноль» на высшем уровне — 37 матчей.
В сезоне 1995/1996 МХЛ Александр вместе с «Авангардом» завоевал первую медаль омского хоккея. По словам более опытного на тот момент вратаря клуба Сергея Храмцова, Александр «по сравнению с предыдущим чемпионатом очень прибавил<…>У него практически не было срывов, появилась уверенность и стабильность. Саша очень помог команде».
В сезоне 2000/2001 Александр завоевывает с «Авангардом» первую серебряную медаль чемпионата страны. Александр провёл сезон не просто в статусе основного вратаря клуба, но и, по сути, единственного. По словам тренера Геннадия Цыгурова, его очень беспокоило то, что ближе к плей-офф у Александра не было замены, а следовательно, и не было права на ошибку. В сезоне 2001 года Александр установил клубный рекорд по сухим матчам за один чемпионат — 11 матчей

### Продолжение карьеры
После «Авангарда» выступал за «Сибирь» Новосибирск (2003—2007), «Северсталь» Череповец (2007—2009), «Металлург» Новокузнецк (2009—2010), «Локомотив» Ярославль (2010—2011). С «Локомотивом» контракт был подписан до апреля 2012 года.
Первым из вратарей отечественных[уточнить] чемпионатов отыграл 700 матчей. Экс-рекордсмен российской хоккейной лиги по числу проведённых матчей на высшем уровне — 725 игр.

## Гибель
Погиб на 39-м году жизни вместе с командой «Локомотив» 7 сентября 2011 года при взлёте самолёта из ярославского аэропорта. Похоронен в Омске на Старо-Северном кладбище.

## Достижения
- Чемпион СССР среди юношей (Тольятти, 1990);
- бронзовый призёр чемпионата СНГ среди юношей (1991);
- бронзовый призёр чемпионата МХЛ 1996 г. (в составе «Авангарда»)
- бронзовый призёр Континентального Кубка 1999 г. (в составе «Авангарда»; 7 игр, 12 пропущенных шайб);
- серебряный призёр чемпионата России 2001 года (в составе «Авангарда»);
- бронзовый призёр чемпионата КХЛ 2011 г. (в составе «Локомотива»).

## Память
- В память о хоккеисте назван блицтурнир Омской любительской хоккейной лиги, который ежегодно проводится в сентябре[13].
- Именем Александра Вьюхина назван один из ежегодных предсезонных турниров Международной лиги хоккейного прогноза[14].
- 28 апреля 2012 г. в Омске состоялся матч памяти Александра Вьюхина. На лёд вышли звезды «Авангарда» прошлых лет, игроки нынешнего состава и хоккеисты, с которыми Александр играл в других клубах[15][16]. На арене собралось около 7000 зрителей[17].

## Статистика
```
                                              Регулярный Плей-офф  Всего
                                              сезон 
Сезон    Клуб                        Лига     И   ПШ     И   ПШ     И   ПШ
--------------------------------------------------------------------------
1992-93  Сокол Киев                  МХЛ     30          2
1993-94  Сокол Киев                  МХЛ     43
1994-95  Авангард Омск               МХЛ     30          3
1995-96  Авангард Омск               МХЛ     27    38
1996-97  Авангард Омск               Россия  23
1997-98  Авангард Омск               Россия  34
1998-99  Авангард Омск               Россия  30          6
1999-00  Авангард Омск               Россия  28
2000-01  Авангард Омск               Россия  42          16         58  107
2001-02  Авангард Омск               Россия  44          10
2002-03  Авангард Омск               Россия  33          1
2003-04  Авангард Омск               Россия  11
2003-04  Сибирь Новосибирск          Россия  17
2004-05  Сибирь Новосибирск          Россия  38
2005-06  Сибирь Новосибирск          Россия  45          4
2006-07  Сибирь Новосибирск          Россия  42          6
2007-08  Северсталь Череповец        КХЛ     50          8
2008-09  Северсталь Череповец        КХЛ     29    87
2009-10  Металлург Новокузнецк       КХЛ     25    63
2010-11  Металлург Новокузнецк       КХЛ     23    61
2010-11  Локомотив Ярославль         КХЛ     10    17    9    19

```